# Хижняк Дмитро Савович
Дмитро Савович (Савелійович) Хижняк (1910, містечко Городище Київської губернії, тепер Черкаської області — загинув 1943, тепер Львівська область) — український радянський партійний діяч, секретар Дрогобицького обкому КПУ, керівник оперативної групи ЦК КП(б)У по Дрогобицькій області. Депутат Дрогобицької обласної ради 1-го скликання.

## Біографія
Народився в родині робітника-слюсаря Городищенського цукрового заводу. Закінчив семирічну школу. Трудову діяльність розпочав робітником цукрового комбінату в містечку Городищі на Київщині. Працював у радгоспі.
Член ВКП(б) з 1929 року.
До 1931 року — голова Зорівської сільської ради на Черкащині. У 1931—1932 роках — секретар Золотоніського районного виконавчого комітету.
З 1932 року працював на відповідальній комсомольській роботі. Обирався головою районного бюро юних піонерів, секретарем, 1-м секретарем Олевського і Рокитнянського районних комітетів ЛКСМУ Київської області.
У 1937—1939 роках — 1-й секретар Бабанського районного комітету КП(б)У Київської області.
З вересня 1939 року — голова Тимчасового управління Підгаєцького повіту Тернопільського воєводства. Потім працював 1-м секретарем Лісківського повітового комітету КП(б)У Дрогобицької області.
У 1940—червні 1941 року — завідувач організаційно-інструкторського відділу Дрогобицького обласного комітету КП(б)У.
З 10 червня 1941 року — секретар Дрогобицького обласного комітету КП(б)У з транспорту.
З червня 1941 року — учасник німецько-радянської війни. Перебував на кадровій роботі в Центральному штабі партизанського руху в Москві, працював заступником начальника відділу кадрів Центрального штабу партизанського руху. З 1943 року служив начальником 1-го відділення відділу кадрів Українського штабу партизанського руху. У червні 1943 року очолив оперативну групу ЦК КП(б)У по Дрогобицькій області. На чолі групи відправлений на територію Львівщини. Загинув у бою з німецькими військами у серпні 1943 року.

## Звання
- майор

## Нагороди
- орден Леніна (2.05.1945, посмертно)
- орден Червоної Зірки (7.03.1943)